# セメント協会論文賞
セメント協会論文賞（セメントきょうかいろんぶんしょう）とは、セメント協会がセメントおよびコンクリートの学術上、技術上の進歩発展を奨励するために設けた表彰制度。

## 選考対象
過去2年間に同協会の発行するセメント・コンクリート論文集に掲載された論文の中から毎年4件以内を表彰。化学・土木・建築の3分野から1件ずつ合計3件が受賞するのが通例。

## 選考方法
学識経験者および協会会員会社代表の計15名よりなる論文賞選考委員会が論文賞候補をセメント協会に推薦し、理事会で承認されて授与。

## セメント協会論文賞歴代受賞者
第1回（昭和48年度）
- セメントの粒度分布がモルタル硬化体の細孔径分布と強度に及ぼす影響
  - （東京工業大学）近藤連一、大門正機、（宇部興産株式会社）岡林茂生

- プレテンションPC部材の定着部応力状態に関する研究ほか1編
  - （神戸大学）藤井 学、荒木 毅

- 耐凍害性指標としての長さ変化の適用性
  - （北海道大学）鎌田英治、洪 悦郎

第2回（昭和49年度）
- セメント組成化合物中の微量不純物の検出に対するIon Micro Probeの応用ほか3編
  - （東京大学）山口悟郎、高木茂栄、（小野田セメント株式会社）内川 浩、槻山興一、（東京大学）斎藤征士、川島昭雄

- 繰返し荷重を受ける鉄筋コンクリートはりのせん断性状
  - （東京大学）国分正胤、桧貝 勇

- コンクリートの変形性質におよぼす骨材の影響ほか3編
  - （名古屋大学）小阪義夫、谷川恭雄、太田福男

第3回（昭和50年度）
- Aliteの結晶構造に関する研究
  - （小野田セメント株式会社）小野吉雄

- 鉄筋コンクリートの曲げ終局挙動に及ぼす圧縮塑性変形の影響
  - （京都大学）岡田 清、（中部工業大学）平沢征夫、（大阪市）中川俊則、（京都大学）矢村 潔、（藤城建設株式会社）藤城信広、（三井建設株式会社）原内康隆

- 硬化初期におけるコンクリートの力学的特性に関する研究
  - （日本大学）笠井芳夫、横山 清、松井 勇、飛内圭之

第4回（昭和51年度）
- セメント硬化体の凍結融解に関する研究
  - （秩父セメント株式会社）須藤儀一、秋葉徳二、新井和政

- 軌道用てん充グラウトの開発研究
  - （東京大学）樋口芳郎、（日本国有鉄道）原田 豊、杉山道行、（電気化学工業株式会社）蓑 巌、（東亜道路株式会社）笠原 靖

- 繰り返し水平力を受ける二層鉄筋コンクリートラーメン要素の復元力-変形機構に関する実験的研究
  - （京都大学）六車 熙、富永 恵、渡辺史夫、田中仁夫

第5回（昭和52年度）
- カルシウムサルホアルミネート系混和材に関する研究
  - （電気化学工業株式会社）三宅信雄、中川晃次、磯貝 純、木下 旭、遠藤勝久

- コンクリート打ち込み後の部材断面における水セメント比の分布性状に関する研究
  - （秩父セメント株式会社）神田 衛、吉田八郎

- コンクリートのクリープに関する実験的研究と解析
  - （大阪大学）鈴木計夫

第6回（昭和53年度）
- スラグ含有セメントの水和性状と耐海水性に関する研究
  - （新日本製鉄化学工業株式会社）宮入英彦、斉藤一実、古川柳太郎、高木良二、明神清一

- マッシブなコンクリート構造物の温度ひびわれ制御
  - （日本セメント株式会社）塚山隆一

- 極低温下のコンクリートの諸性質について
  - （株式会社竹中工務店）山根 昭、嵩 英雄、奥野 亨

第7回（昭和54年度）
- CaO-SiO2-H2O系水熱反応に関する研究
  - （名古屋工業大学）光田 武、詹 前鋒、崎山正人、石井隆生

- けい酸二石灰の結晶構造に関する研究
  - （東京工業大学）宇田川重和、浦部和順、片山恵一、矢野豊彦

- 既存コンクリートのコア採取とコア強度に関する研究
  - （戸田建設株式会社）毛見虎雄、平賀友晃、倉林 清、荒巻哲雄

第8回（昭和55年度）
- カルシウムフルオロアルミネートを含む超速硬セメントに関する研究
  - （小野田セメント株式会社）内川 浩、宇都輝恭、宇智田俊一郎、三原康央、岡田光芳

- 鉄筋コンクリートLNGタンクに関する基礎的研究
  - （電力中央研究所）青柳征夫、金津 努、（防衛大学校）佐藤良一、（電力技術整備株式会社）紅林 誠

- プレストレストコンクリート中の塩分許容限度並びにコンクリート中の塩化物の移動に関する研究
  - （千葉工業大学）大島久次、池永博威

第9回（昭和56年度）
- クリンカー間隙相におけるFe成分の挙動
  - （三菱鉱業セメント株式会社）小野幹也、秋田 勝、疋田和康

- シュミットハンマー、その他によるコンクリートの非破壊試験
  - （立命館大学）明石外世樹、尼崎省二

- 高性能減水剤を使用した高強度コンクリートの諸物性
  - （花王石鹸株式会社）服部健一、岡田英三郎、山川肇爾、（財団法人建材試験センター）飛坂基夫、柳 啓、米沢房雄、清水賢策

第10回（昭和57年度）
- 高炉スラグの水和の研究
  - （住友セメント株式会社）田中弘文、戸谷陽一、斉藤 豊、片山哲哉

- せん断及びねじりを受ける鉄筋コンクリート梁の耐力に関する研究
  - （法政大学）船越 稔、（東京工業大学）岡本享久、（防衛大学校）南 和孝、（株式会社奥村組）飯島俊荘

- セメント硬化体の力学的性質に及ぼす表面エネルギーと含水率に関する研究
  - （名古屋工業大学）岡島達雄、（電源開発株式会社）石川時雄

第11回（昭和58年度）
- 高温高圧養生条件下におけるC2S-石英系混合物の強さ発現性
  - （宇部興産株式会社）小林和一、岡林茂生

- コンクリートの含水量の変化とそれが乾燥収縮および強度に及ぼす影響
  - （大分大学）永松静也、佐藤嘉昭、（西日本工業大学）竹田吉紹

- コンクリートの耐海水性に関する10年試験
  - （運輸省港湾技術研究所）森 好生、大即信明、下沢 治、（社団法人セメント協会）野木孝次

第12回（昭和59年度）
- セメント硬化体の乾燥収縮を低減する有機質混和剤の作用機構
  - （日本セメント株式会社）佐藤 健、後藤孝治、（三洋化成工業株式会社）酒井公弎

- フライアッシュの高強度コンクリートへの適用に関する研究
  - （東京工業大学）長瀧重義、大賀宏行、（電気化学工業株式会社）坂井悦郎

- コンクリートなどの衝撃曲げ強さに関する基礎的研究
  - （九州大学）佐治泰次、佐藤泰典、田口茂久

第13回（昭和60年度）
- トバモライトの構造解析と形態制御
  - （東京工業大学）浦部和順、井川博行、宇田川重和

- コンクリートの熱的シミュレーション・システムと強度管理方法に関する研究
  - （清水建設株式会社）桑原隆司、森永 繁

- フレッシュコンクリートのレオロジーに関する基礎研究
  - （東京都立大学）村田二朗、鈴木一雄、（日本大学）田中正之

第14回（昭和61年度）
- 骨材のアルカリ反応性とその新判定法
  - （大阪セメント株式会社）中野錦一、小林茂広、長岡誠一

- コンクリートの破壊靱性評価（J積分評価法）に関する研究
  - （東京大学）岸谷孝一、（大分大学）平井孝之、熊本大学）村上 聖

- フライアッシュ混入高炉セメントを使用したマスコンクリートの温度応力と強度性状
  - （三菱鉱業セメント株式会社）田村康夫、飛内圭之、藤本泰久

第15回（昭和62年度）
- 新規流動化剤の作用機構と性能向上
  - （花王株式会社）飯塚正則、藤生 明、田中秀輝

- 凸部供試体による構造体コンクリートの強度推定法
  - （筑波大学）白山和久、（戸田建設株式会社）篠崎 徹、（岡部エンジニアリング株式会社）廣川義和

- 混和材によるアルカリシリカ膨張の抑制効果
  - （金沢大学）川村満紀、竹本邦夫、（石川工業高等専門学校）枷場重正

第16回（昭和63年度）
- 低水粉体比における水硬性物質の水和反応と硬化体の組織に関する研究
  - （電気化学工業株式会社）蓑 巌、坂井悦郎、海崎和弘

- 振動力を受けるフレッシュコンクリートの流動解析法
  - （三重大学）谷川恭雄、森博嗣、黒川善幸

- 実物構造物から採取したコンクリートおよび骨材のアルカリシリカ反応特性
  - （建設省土木研究所）桑原啓三、小林茂敏、河野広隆

第17回（平成元年度）
- セメントの流動性に及ぼす硫酸塩の影響
  - （秩父セメント株式会社）名和豊春、江口 仁

- 樹脂注入工法による鉄筋コンクリート造のひびわれ補修
  - （宇都宮大学）上村克郎、小西敏正、橘高義典

- 転圧コンクリート舗装の設計・施工と供用性状
  - （日本鋪道株式会社）井上武美、（大阪セメント株式会社）杉 智光、小林茂広

第18回（平成2年度）
- C-S-Hの炭酸化に関する研究
  - （名古屋工業大学）鈴木一孝、西川直宏、林 知延

- 新素材のモルタルへの利用に関する研究
  - （名古屋工業大学）大岸佐吉、（中部大学）小野博宣

- 連続鉄筋コンクリート舗装のひび割れ制御に関する研究
  - （宇都宮大学）佐藤良一、（運輸省港湾技術研究所）佐藤勝久、（新東京国際空港公団）阿部洋一

第19回（平成3年度）
- 29Si-NMRによるC-S-H中のシリケートアニオンの解析
  - （小野田セメント株式会社）岡田能彦、柴田英夫

- コンクリートのポンパビリチーの評価方法に関する実験的研究
  - （九州共立大学）高山俊一、（九州工業大学）渡辺 明、出光 隆

- ケイ酸質塗布防水材料を塗布したモルタルの組織に及ぼす温度の影響
  - （東京工業大学）小池 迪、田中亮二、呉 祥根

第20回（平成4年度）
- 高微粉砕されたセメントの水和挙動と強度発現性
  - （宇部興産株式会社）吉田孝三郎、岡林茂生、大崎雅史

- コンクリートのクリープひずみの非線形特性に関する研究
  - （岡山大学）阪田憲次、綾野克紀、（広島県庁）檜垣 智

- 球状化セメントの基本物性とコンクリートの基礎性状に関する研究
  - （清水建設株式会社）田中 勲、（小野田セメント株式会社）北村昌彦、（東京理科大学）小石眞純

第21回（平成5年度）
- β-Ca2SiO4固溶体の構造と水和反応性
  - （東京工業大学）鶴見敬章、加藤秀夫、（西東京科学大学）浅賀喜与志

- 水和反応によるセメントペーストの自己収縮
  - （広島大学）田澤栄一、宮澤伸吾、（住友建設株式会社）佐藤 剛

- 実構造物調査に基づく高炉セメントコンクリートの耐久性
  - （足利工業大学）依田彰彦、横室 隆、（芝浦工業大学）枝広英俊

第22回（1994年度）
- ヒレブランダイトの熱分解により得られたβ-C2Sとその水和反応
  - （株式会社INAX）石田秀輝、佐々木 香

- 炭素・ガラス複合繊維補強コンクリートにおける損傷の自己診断
  - （綜合警備保障株式会社）武藤範雄、（東京大学）柳田博明、（清水建設株式会社）杉田 稔

- 水和熱によるコンクリートの温度履歴と強度発現性
  - （京都大学）森田司郎、近藤吾郎、高 勲範

第23回（1995年度）
- エーライトの水和反応に関する研究
  - （日本セメント株式会社）後藤孝治、（東京大学）魚本健人

- 蛍光顕微鏡によるセメント硬化体の微視的破壊の観察
  - （金沢大学）五十嵐心一、川村満紀

- 高強度コンクリートのひずみ特性値と圧縮強度に及ぼす粗骨材の影響
  - （東京大学）野口貴文、友澤史紀

第24回（1996年度）
- クリンカー鉱物のX線回折パターン分解によるキャラクタリゼーションと強度発現性の研究
  - （秩父小野田株式会社）市川牧彦、池田 進、小向雄人

- 高炉スラグ高含有コンクリートの諸特性に及ぼす養生方法の影響
  - （和歌山工業高等専門学校）中本純次、戸川一夫、（京都大学）藤井 学

- コンクリート中の鉄筋のマクロセル腐食に及ぼす各種要因の影響
  - （大阪大学）大野義照、鈴木計夫、（財団法人日本建築総合研究所）田村 博

第25回（1997年度）
- 高強度ポリマー・セメント複合体の研究
  - （桐蔭横浜大学）長谷川正木、高田朋典、（株式会社前田先端技術研究所）G.K.D.プシュパラール

- 石灰石微粉末を多量に添加したコンクリートの強度と耐久性
  - （株式会社大林組）平田隆祥、竹田宣典、十河茂幸

- 水和反応モデルに基づくコンクリート部材の内部温度分布および温度ひび割れ予測に関する研究
  - （東京大学）友澤史紀、野口貴文、（慶星大学校）玄 哲

第26回（1998年度）
- セメントの凝結時間の制御に関する研究
  - （秩父小野田株式会社）原田 宏、外川祥子、（株式会社小野田）白井丈雄

- 好気性細菌によるコンクリートの劣化に関する研究
  - （広島大学）河合研至、（広島県立大学）森永 力、（広島大学）田澤栄一

- コンクリートの表層から内部にいたる細孔構造と圧縮強度の関係
  - （日本大学）湯浅 昇、笠井芳夫、松井 勇

第27回（1999年度）
- ポリカルボン酸系高性能AE減水剤の作用機構に及ぼす硫酸イオンの影響
  - （株式会社トクヤマ）加藤弘義、吉岡一弘、牛山宏隆

- 欠陥部がモルタル中鉄筋の塩化物によるマクロセル腐食の形態に及ぼす影響
  - （東京工業大学）大即信明、（新潟大学）久田 真、（東京工業大学）木村勇人、宮里心一

- コンクリート系壁面の電波吸収特性に関する研究
  - （名古屋工業大学）河辺伸二、池田哲夫、下釜一男、安川猛行

第28回（2000年度）
- 都市ゴミ焼却灰を主原料としたセメントクリンカーに及ぼす塩素ならびにリンの影響とセメント物性の改善
  - （太平洋セメント株式会社）横山 滋、中野 卓、土田良明、平尾 宙

- 高強度混和材による低環境負荷型コンクリートの提案
  - （デンカ化工株式会社）松永嘉久、（電気化学工業株式会社）山本賢司、渡邉芳春、（東京工業大学）坂井悦郎

- 完全リサイクルコンクリートに関する研究
  - （東京都立大学）田村雅紀、（北海道大学）友澤史紀、（東京大学）野口貴文

第29回（2001年度）
- 膨張材の水和反応機構材料設計に関する研究
  - （電気化学工業株式会社）盛岡 実、萩原宏俊、中島康宏、（東京工業大学）坂井悦郎

- 細骨材の電気抵抗値による吸水率決定方法の適用性評価
  - （東京都立大学）上野 敦、国府勝郎

- セメントの水和反応・組織形成モデルを用いたコンクリートの強度発現推定
  - （建設省建築研究所）杉山 央、（宇都宮大学）枡田佳寛

第30回（2002年度）
- ポリカルボン酸系減水材によるセメントの分散機構の解明と流動化モデルの提案
  - （太平洋セメント株式会社）山田一夫、小川彰一、（竹本油脂株式会社）高橋智雄、（太平洋セメント株式会社）羽原俊祐

- 生物共生を配慮したポーラスコンクリートの研究
  - （近畿大学）玉井元治、（株式会社建設技術研究所）松川 徹、（株式会社鴻池組）杉浦善充、（南和産業株式会社）南 勝之

- コンクリートの自己収縮に及ぼす内部湿度の影響に関する研究
  - （北海道大学）名和豊春、矢野めぐみ、堀田智明、出雲健司

第31回（2003年度）
- 長期水和したセメント硬化体の湿度調整による質量、密度、細孔構造の変化
  - （帝京科学大学）浅賀喜与志、春日貴行

- 電気泳動法によるコンクリート中の塩化物イオン濃度の同定
  - （群馬大学）杉山隆文、（東日本旅客鉄道株式会社）大畑公嗣、（群馬県立桐生西高等学校）五十嵐智美、（群馬大学）辻 幸和

- 水和を考慮したベーシッククリープの数式表示に関する研究
  - （大分大学）清原千鶴、佐藤嘉昭、（北九州市立大学）松永静也、（東北大学）三橋博三

第32回（2004年度）
- ポリエーテル系高性能減水材の構造とその特性
  - （花王株式会社）水沼達也、倭 富士桜、浜田大輔、山室穂高

- 細骨材の表面水に左右されないコンクリートの製造方法に関する研究
  - （株式会社大林組）近松竜一、十河茂幸

- 高流動コンクリートの鉄筋間隙通過時の圧力損失現象に関する研究
  - （宇都宮大学）丸岡正和、藤原浩已、（鹿島建設株式会社）芦澤良一、（仙台市役所）石澤 由

- 高強度・高流動コンクリートの耐凍害性におよぼす養生条件の影響と評価方法に関する研究
  - （室蘭工業大学）浜 幸雄、（北海道大学）千歩 修、（日本大学）友澤史紀、（前田建設工業株式会社）濱田英介

第33回（2005年度）
- 高分子系分散剤と粘土鉱物の相互作用
  - （東京工業大学）新 大軌、坂井悦郎、大日向 亮、大門正機

- ASR劣化橋脚の補修および抑制対策に関する研究
  - （金沢大学）鳥居和之、山戸博晃、（株式会社ピーエス三菱）奥山和俊、（北陸電力）参納千夏男

- フライアッシュの未燃炭素除去技術
  - （財団法人電力中央研究所）山本武志、金津 努

- Fluidity of Hybrid Fiber Concrete Containing PVA Fibers
  - （宇都宮大学）中村成春、（ETH Zurich Switzerland）Van Mier, Jan G. M.、（宇都宮大学）桝田佳寛、佐藤幸惠

第34回（2006年度）
- Influence of Minor Elements in Clinker on the Properties of Clinker and Cement
  - （株式会社宇部三菱セメント研究所）下坂建一、井上敏克、田中久順、岸本幸尚

- コンクリート部材における中性化による鉄筋腐食と劣化の予測
  - （早稲田大学）井原啓知、関 博

- モルタルのレオロジーを基本とした高流動コンクリートの調合設計法に関する研究
  - （りんかい日産建設株式会社）五味信治、（宇都宮大学）桝田佳寛

第35回（2007年度）
- X線回折/リートベルト法による非晶質を含むセメント系材料の水和の定量と強度発現機構に関する検討
  - （太平洋セメント株式会社）星野清一、山田一夫、平尾 宙、山下弘樹

- 養生が強度と物質移動抵抗性に及ぼす影響感度の相違に関する研究
  - （東京大学）岡崎慎一郎、（芝浦工業大学）八木 翼、（東京大学）岸 利治、（芝浦工業大学）矢島哲司

- 2点相関関数によるセメント硬化体内部組織の定量評価
  - （金沢大学）五十嵐心一、米山義広、（株式会社クエストエンジニア）渡辺暁央

- 動的1次元粘弾塑性解析によるフレッシュコンクリートのポンプ圧送シミュレーション
  - （名古屋大学）黒川善幸、（株式会社竹中工務店）佐々嘉宣、（名城大学）谷川恭雄

第36回（2008年度）
- ロータリーキルン内の塩素及び硫黄の循環挙動解析
  - （三菱マテリアル株式会社）島 裕和、本橋英一

- コンクリートからの重金属溶出メカニズムに関する研究
  - （広島大学）河合研至、（（独）鉄道建設・運輸施設整備支援機構）田野彰一、（広島大学）石田剛晃、坂中謙太

- エトリンガイトの遅延生成（DEF）の生起条件に関する研究
  - （岩手大学）羽原俊祐、小山田哲也、藤原忠司、福田峻也

- 小粒径ポーラスコンクリートの揚水モデルの構築に関する研究
  - （三重大学）畑中重光、三島直生、坂本英輔、（三重県科学技術振興センター）前川明弘

第37回（2009年度）
- 中性子ラジオグラフィによるひび割れ部を含むコンクリート中の水分移動挙動の解析に関する研究
  - （東京理科大学）兼松 学、（名古屋大学大学院）丸山一平、（（独）日本原子力研究開発機構）飯倉 寛、（東京大学大学院）野口貴文

- 外来アルカリ環境下におけるフライアッシュⅡ種のアルカリシリカ反応抑制効果
  - （太平洋セメント）林 建佑、河野克哉、山田一夫、山下弘樹

- 間隙相量を増大させたセメントの材料設計と新型熱量計による品質管理手法
  - （東京工業大学大学院）坂井悦郎、大門正機、（宇部三菱セメント研究所）丸屋英二、（株式会社東京理工）萩原清市

第38回（2010年度）
- 若材齢におけるセメント硬化体の体積変化に関する研究
  - （名古屋大学）丸山一平、寺本篤史

- エポキシ接着剤を使用したフレッシュコンクリートの接着接合の高耐久化に関する研究
  - （鹿島道路）児玉孝喜、鎌田 修、（住友大阪セメント株式会社）西 元央、（東洋大学）福手 勤

- 電気的Ca 溶脱促進試験を用いた実験的検討と実期間への換算に関する一考察
  - （東京工業大学）橋本勝文、斉藤 豪、大即信明、（（財）電力中央研究所）西田孝弘

第39回（2011年度）
- 乾湿繰り返しを受けたセメント硬化体の収縮・膨張挙動からの収縮低減剤の作用機構の解明
  - （北海道大学）福島浩樹、石森正俊、胡桃澤清文、名和豊春

- 酸素および塩化物イオンの実効拡散係数によるセメント系硬化体におけるイオン移動性状の評価
  - （新潟大学）菊地道生、須田裕哉、佐伯竜彦

- 硫酸ナトリウムの結晶成長によるコンクリートの劣化現象
  - （（財）日本建築総合試験所）吉田夏樹、松浪良夫、永山 勝、（東京工業大学）坂井悦郎

第40回（2012年度）
- 仕上塗材の劣化を考慮したコンクリートの中性化進行に関する研究
  - （宇都宮大学）李 榮蘭、桝田佳寛、（鉄建建設）唐沢智之、（（株）奥村組）河野政典

- セメント系人工バリアの品質に及ぼす養生の影響と非破壊評価法に関する研究
  - （（財）電力中央研究所）蔵重 勲、西田孝弘、廣永道彦

- 海洋環境下に長期暴露した各種セメントを用いたコンクリートの物性と鉄筋腐食
  - （（社）セメント協会）島崎 泰、泉尾英文、（三菱マテリアル）石中正人、（独）港湾空港技術研究所）審良善和

- ²H NMR によるCSH 中の水分の動的存在状態とそれに及ぼす乾燥の影響に関する研究
  - （北海道大学）湊 大輔、平沖敏文、名和豊春、後藤 卓

第41回（2013年度）
- セメント粒子の凝集状態および水和を考慮したペーストの粘度式とそれを利用したフレッシュコンクリートのレオロジー定数推定法に関する研究
  - （琉球大学）山田義智、（琉球大学大学院）赤嶺糸織、伊波咲子、（清水建設）浦野真次

- 凍結融解作用および塩化物イオンの浸透に伴うセメント硬化体特性の変化
  - （北海道大学大学院）橋本勝文、横田 弘、佐藤靖彦、杉山隆文

- ポリマーの化学構造と分散粒子の表面性状を考慮した分散剤の吸着・分散機構の解明
  - （北海道大学大学院）森田大志、後藤 卓、名和豊春